# Richard Althans
Richard Althans (* 24. Februar 1862 in Berlin; † 19. September 1939 auf Gut Sternholz in Haaren (Hamm)) war ein deutscher Berghauptmann.

## Leben
Richard Althans wurde als Sohn des Geheimen Bergrats Ernst Friedrich Althans geboren und war ein Enkel des Leiters des königlich-preußischen Hüttenwerkes Sayn Carl Ludwig Althans.
Nach dem Abitur am Maria-Magdalenen-Gymnasium Breslau im Jahre 1881 absolvierte er ein Studium der Bergbauwissenschaft an der Universität Breslau und trat zu einem dreijährigen Referendariat in den preußischen Staatsdienst ein. 1890 erhielt er die Ernennung zum Bergassessor und Hilfsarbeiter bei der Bergwerksdirektion Saarbrücken. 1892 folgte die Ernennung zum Berginspektor bei der Berginspektion II „Gerhard“ (Grube Luisenthal). Auf dem V. Deutschen Bergmannstag in Breslau im September 1892 erhielten die Teilnehmer u. a. seine Schriften  Die Erzformation des Muschelkalks in Oberschlesien und Riegelbildungen im Waldenburger Steinkohlengebirge als Geschenk.
Er stieg dort 1899 zum Bergwerksdirektor auf und hatte diese Funktion bis 1904 inne.
Nach seiner Ernennung zum Bergrat im Jahre 1902 folgte 1904 die Beförderung zum Oberbergrat mit der Berufung zum Oberbergamt Bonn. Bereits nach einem Jahr folgte die Versetzung in das Ministerium für Handel und Gewerbe mit gleichzeitiger Ernennung zum Geheimen Bergrat.
In den Jahren von 1910 bis zu seiner Rückkehr in das Handels- und Gewerbeministerium im Jahre 1913 war Althans im Reichsamt des Innern tätig. Als Vortragender Rat im Ministerium wurde er 1917 zum Oberberghauptmann und Ministerialdirektor ernannt.
1923 trat er in den Ruhestand und starb 1939 im Alter von 77 Jahren auf Gut Sternholz (Besitzer war sein Schwiegersohn Bergrat von Marees) an einer Bauchfellentzündung.

## Auszeichnungen und Ehrungen
- 1902: Kaiserlich-chinesischer Orden vom doppelten Drachen III. Klasse in 2. Stufe
- 1907: Roter Adlerorden IV. Klasse
- 1910: Roter Adlerorden III. Klasse mit Schleife
- 1912: Großherzoglich-sächsischer Hausorden der Wachsamkeit
- 1904: Umbenennung des 1899 abgeteuften Schachts der Grube Luisenthal in „Richardschacht“
- 1917 Althansstraße in Völklingen-Luisenthal
- Althansstraße in Bottrop

## Schriften (Auswahl)
- 1892:  Die Erzformation des Muschelkalks in Oberschlesien
- 1982: Riegelbildungen im Waldenburger Steinkohlengebirge